# Phạm Hồng Hà
Phạm Hồng Hà (sinh năm 1958) là một chính khách Việt Nam. Ông nguyên là Ủy viên Ban Chấp hành Trung ương Đảng Cộng sản Việt Nam khóa XII, Bộ trưởng Bộ Xây dựng Việt Nam.

## Lý lịch và học vấn
Phạm Hồng Hà sinh ngày 20 tháng 1 năm 1958, quê quán ở xã Giao Tiến, huyện Giao Thủy, tỉnh Nam Định;
Ông tốt nghiệp Đại học Kiến trúc, hoàn thành nghĩa vụ quân sự và về công tác tại Ủy ban Kế hoạch tỉnh Hà Nam Ninh. Tại đây ông đã tiếp tục vừa công tác vừa học tập và tốt nghiệp Kỹ sư Kinh tế Công nghiệp (Trường Đại học Bách khoa Hà Nội - 1991) và Trường Đại học Xây dựng - 1994, Cử nhân Chính trị - 1998, Thạc sĩ Kinh tế 2007.

## Quá trình công tác
10/1976 - 10/1980: Làm nghĩa vụ quân sự tại Trường Hạ sĩ quan Việt Đức, X19 đoàn 387, Tổng cục kỹ thuật, Bộ Quốc phòng.
10/1980 - 10/1985: Sinh viên Trường Đại học Kiến trúc Hà Nội.
11/1985 - 04/1996: Cán bộ, Phó phòng, Phó Giám đốc Sở Kế hoạch - Đầu tư, Đại biểu Hội đồng nhân dân tỉnh Nam Hà.
04/1996 - 02/2001: Tỉnh ủy viên, Bí thư Đảng ủy, Phó Giám đốc Sở Kế hoạch - Đầu tư, Đại biểu HĐND tỉnh Nam Hà - Nam Định.
02/2001 - 04/2004: Ủy viên Thường vụ Tỉnh ủy, Giám đốc Sở Kế hoạch - Đầu tư, Đại biểu HĐND tỉnh Nam Định.
04/2004 - 10/2005: Ủy viên Thường vụ Tỉnh ủy, Bí thư Thành ủy Nam Định, Đại biểu HĐND tỉnh Nam Định.
11/2005 - 09/2010: Phó Bí thư Thường trực Tỉnh ủy, Đại biểu HĐND tỉnh Nam Định.
09/2010 - 01/2011: Bí thư Tỉnh ủy Nam Định.
01/2011 - 02/2015: Ủy viên Ban Chấp hành Trung ương Đảng Cộng sản Việt Nam, Bí thư Tỉnh ủy, Chủ tịch HĐND tỉnh, Trưởng đoàn Đại biểu Quốc hội khóa XIII tỉnh Nam Định.
02/2015 – 04/2016: Ủy viên Trung ương Đảng, Ủy viên Ban Cán sự Đảng, Thứ trưởng Bộ Xây dựng, Đại biểu Quốc hội khóa XIII.
Tại Đại hội đại biểu toàn quốc lần thứ XII của Đảng được bầu vào Ban Chấp hành Trung ương Đảng Cộng sản Việt Nam.
4/2016: Tại kỳ họp thứ 11, Quốc hội khóa XIII, được Quốc hội phê chuẩn, Chủ tịch nước bổ nhiệm giữ chức Bộ trưởng Bộ Xây dựng.
7/2016: Tại kỳ họp thứ 1, Quốc hội khóa XIV, được Quốc hội phê chuẩn, Chủ tịch nước bổ nhiệm giữ chức Bộ trưởng Bộ Xây dựng.

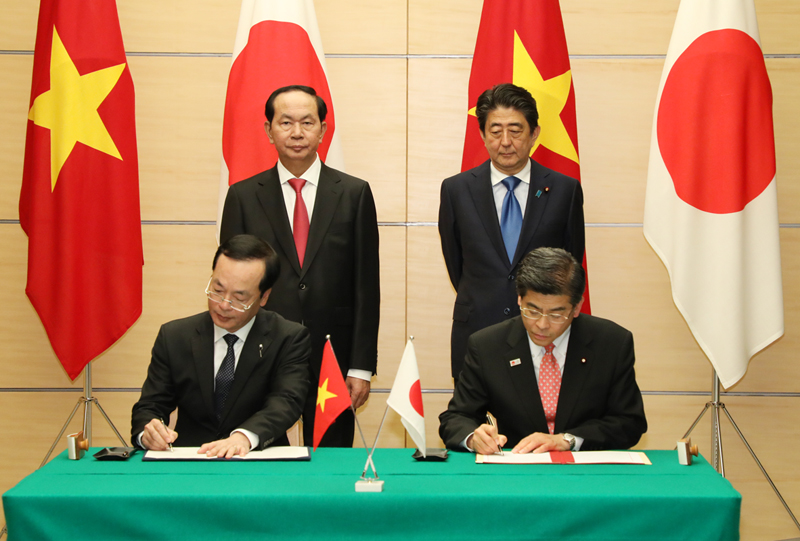
Phạm Hồng Hà (ngồi, trái) ở Tōkyō, năm 2018

Ngày 07 tháng 4 năm 2021, Tại kỳ họp thứ 11, Quốc hội khóa XIV, được Quốc hội phê chuẩn, Chủ tịch nước miễn nhiệm chức danh Bộ trưởng Bộ Xây dựng nhiệm kỳ (2016 – 2021) theo đề nghị của Thủ tướng Phạm Minh Chính.